# Olympische Winterspiele 1980/Teilnehmer (Liechtenstein)
| Gelbes Symbol für Goldmedaillen mit stilisierten Olympischen Ringen | Graues Symbol für Silbermedaillen mit stilisierten Olympischen Ringen | Braundes Symbol für Bronzemedaillen mit stilisierten Olympischen Ringen |
| ------------------------------------------------------------------- | --------------------------------------------------------------------- | ----------------------------------------------------------------------- |
| 2                                                                   | 2                                                                     | —                                                                       |

Liechtenstein nahm an den Olympischen Winterspielen 1980 in Lake Placid mit vier männlichen und drei weiblichen Athleten teil. 
Im Mittelpunkt des Teams aus Liechtenstein standen die Geschwister Wenzel. Hanni Wenzel konnte drei Medaillen gewinnen, Bruder Andreas Wenzel gewann die vierte Medaille und die jüngere Schwester Petra Wenzel durfte bei der Eröffnungsfeier als Fahnenträgerin fungieren.

## Medaillen
1. Platz  Goldmedaille
- Hanni Wenzel: 
Ski Alpin, Frauen, Riesenslalom
Ski Alpin, Frauen, Slalom

2. Platz  Silbermedaille
- Andreas Wenzel: Ski Alpin, Herren, Riesenslalom
- Hanni Wenzel: Ski Alpin, Frauen, Abfahrt

## Teilnehmer

### Rodeln
- Rainer Gassner
Einsitzer Männer: 13. Platz
Doppelsitzer Männer (mit Wolfgang Schädler): 16. Platz

- Wolfgang Schädler
Einsitzer Männer: Rennen nicht beendet
Doppelsitzer Männer (mit Rainer Gassner): 16. Platz

### Ski Alpin
- Paul Frommelt
Riesenslalom, Männer: Ausgeschieden
Slalom, Männer: Ausgeschieden

- Ursula Konzett
Riesenslalom, Frauen: Ausgeschieden
Slalom, Frauen: Ausgeschieden

- Andreas Wenzel
Abfahrt, Männer: 20. Platz
Riesenslalom, Männer: 2. Platz 
Slalom, Männer: 12. Platz

- Hanni Wenzel
Abfahrt, Frauen: 2. Platz 
Riesenslalom, Frauen: 1. Platz 
Slalom, Frauen: 1. Platz

- Petra Wenzel
Abfahrt, Frauen: 23. Platz
Riesenslalom, Frauen: 19. Platz
Slalom, Frauen: 14. Platz